# Панадич, Андрей
Андрей Панадич (хорв. Andrej Panadić; 9 марта 1969, Загреб) — хорватский футболист и тренер. Играл на позиции защитника.

## Карьера игрока

### Клубная
Воспитанник школы загребского «Динамо», выступал в его составе с 1988 по 1994 год. В 1994 году уехал в Германию, где продолжил свою карьеру: сначала играл в команде «Хемницер», где зарекомендовал себя в качестве ведущего игрока обороны. После вылета саксонцев из Второй бундеслиги Панадич перешёл в 1996 году в стан конкурентов из «Юрдингена 05». Проведя всего один год на «Гротенбург-Штадионе», Панадич в 1997 году перешёл в «Гамбург», где провёл лучшие годы своей карьеры. Наилучшим результатом для него стали бронзовые медали первенства Германии в 2000 году. В 2002 он уехал в австрийский «Штурм», но продержался там недолго. Завершил карьеру в японском клубе «Нагоя Грампус».

### В сборной
Сыграл всего три матча за сборную СФРЮ. Был заявлен на чемпионат мира 1990 года. Также завоевал серебряные медали молодёжного чемпионата Европы 1990 года (Югославия проиграла команде СССР в финале).

## Карьера тренера
Летом 2008 года он стал тренером австрийского клуба ЛАСК, но уже 27 октября был уволен.